# Пивденное (посёлок)
Пивденное, или Ю́жный (укр. Південне) — посёлок, Полевской сельский совет, Дергачёвский район, Харьковская область.
Код КОАТУУ — 6322080903. Население по переписи 2001 года составляет 480 (252/228 м/ж) человек.

## Географическое положение
Посёлок находится в балке Зинченков яр, на расстоянии в 1 км от реки Уды (левый берег), примыкает к пгт Пересечная, на расстоянии в 2 км — Двуречный Кут, в 6-и км — пгт Полевая.
Рядом с посёлком расположена железнодорожная станция Пере́сечная.

## Происхождение названия
Совхоз и посёлок основаны как «Южный».
Украинское слово Південне переводится как Южное.

## История
- 1959 — дата основания совхоза «Южный»[4] (не нп).
- В 1976 году здесь находилось отделение большого овоще-молочного совхоза «Южный»[10] и его центральная усадьба; за совхозом были закреплены 3453 га сельхозугодий, в том числе 2612 га пахотной земли.[10]
- В 1993 году в посёлке действовали совхоз имени Щорса[5], отделение совхоза «Ольшанский», детский сад, угольный склад, магазин, райсельхозхимия, автоматическая телефонная станция, Харьковское монтажное пусконаладочное управление «Ремтехэлектромонтажналадка».[4]

## Экономика
- Молочно-товарная ферма.
- Парники.

## Объекты социальной сферы
- Дисциплинарно-исправительная колония N 109.
- Детский сад-ясли «Малютка».[6]

## Достопримечательности
- Братская могила советских воинов РККА, погибших во время освобождения посёлка в 1943 году.